# Johannes Schilling (Theologe)
Johannes Schilling (* 5. März 1951 in Melsungen) ist ein deutscher evangelischer Kirchenhistoriker.

## Leben
Ab 1971 studierte Johannes Schilling als Stipendiat der Studienstiftung des Deutschen Volkes Musikwissenschaft, Germanistik, lateinische Philologie des Mittelalters und evangelische Theologie an den Universitäten Göttingen, Zürich, Wien und München. Während des Studiums in Göttingen wurde er Mitglied der Blauen Sänger. Nach der Promotion 1980 zum Doktor der Philosophie, der Promotion 1986 zum Doktor der Theologie und der Habilitation 1990 für Kirchengeschichte lehrte er seit 1993 als Professor (C 4) für Kirchen- und Dogmengeschichte und Direktor des Instituts für Kirchengeschichte und Kirchliche Archäologie der Theologischen Fakultät der Christian-Albrechts-Universität zu Kiel. Von 1999 bis 2002 war er Prorektor der Universität Kiel.
Im Kollegjahr 1989/90 war Schilling als Förderstipendiat am Historischen Kolleg in München. Er ist Präsident der Luther-Gesellschaft und ordentliches Mitglied der Akademie der Wissenschaften in Hamburg.

## Schriften (Auswahl)
- Passio Doctoris Martini Lutheri. Bibliographie, Texte und Untersuchungen, Gütersloh 1989, ISBN 3-579-01683-0.
- Gewesene Mönche. Lebensgeschichten in der Reformation, München 1990 (Digitalisat).
- Klöster und Mönche in der hessischen Reformation. Gütersloh 1997, ISBN 3-579-01735-7.
- (Hrsg.): Luther zum Vergnügen, Stuttgart : Reclam 2011, ISBN 978-3-15-018802-6 (2. Auflage).
- „Merck das du ware sagest“ – Johannes Lupi. Ein Frankfurter Lehrer der Kirche im späten Mittelalter. Regensburg 2015, ISBN 3-7954-3074-7.
- Das Evangelium in der Geschichte der Frömmigkeit. Kirchengeschichtliche Aufsätze. Leipzig 2016, ISBN 3-374-04522-7.
- (mit Brinja Bauer): Die Lutherdrucke der Universitätsbibliothek Kiel. Ludwig, Kiel 2017, ISBN 3-86935-335-X.
- (mit Brinja Bauer): Singet dem Herrn ein neues Lied. 500 Jahre Evangelisches Gesangbuch. Evangelische Verlagsanstalt, Leipzig 2023, ISBN 978-3-374-07415-0.